# Martignac
Martignac is een voormalige Franse gemeente in het departement Lot op 2,5 km van Puy-l'Évêque waar het tegenwoordig deel van uitmaakt.

## Bezienswaardigheden
De belangrijkste bezienswaardigheid is de 13e-eeuwse kerk van St-Pierre-ès-Liens die bijzondere laat-15e-eeuwse en vroeg-16e-eeuwse fresco's bevat. De fresco's werden ontdekt in 1938 en zijn in redelijk goede staat.

### Fotogalerij

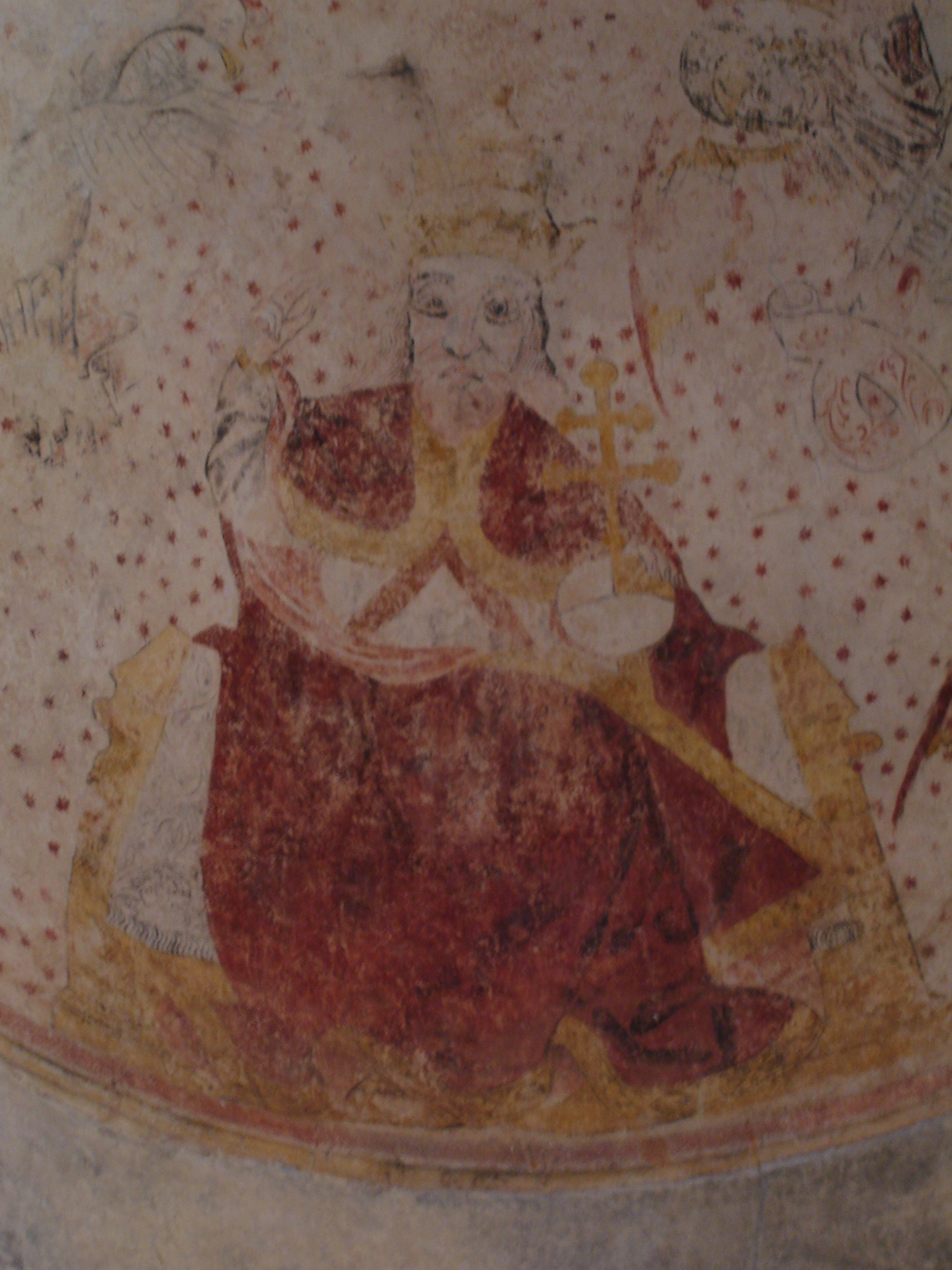
fresco in de kerk van Martignac
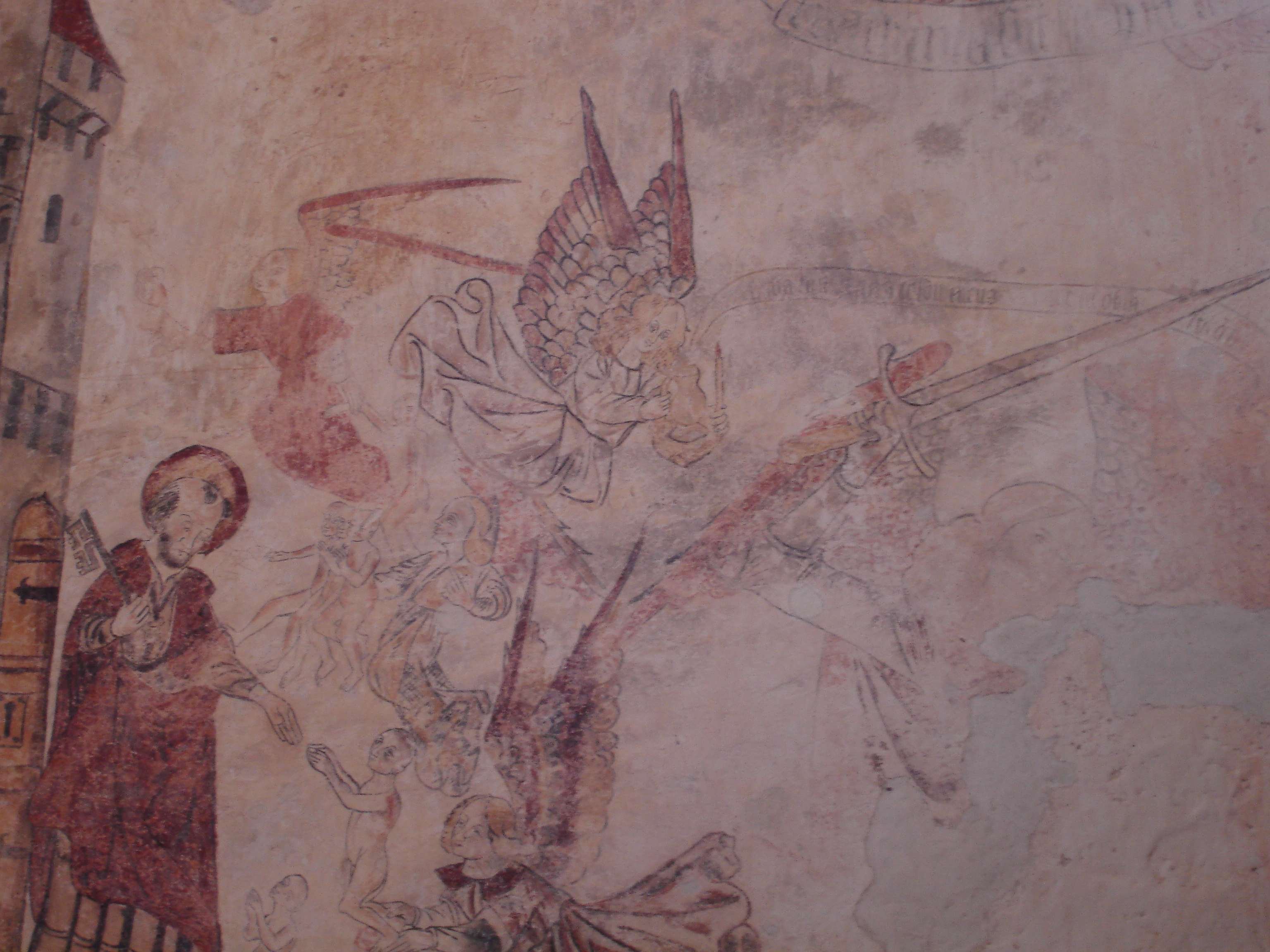
fresco in de kerk van Martignac
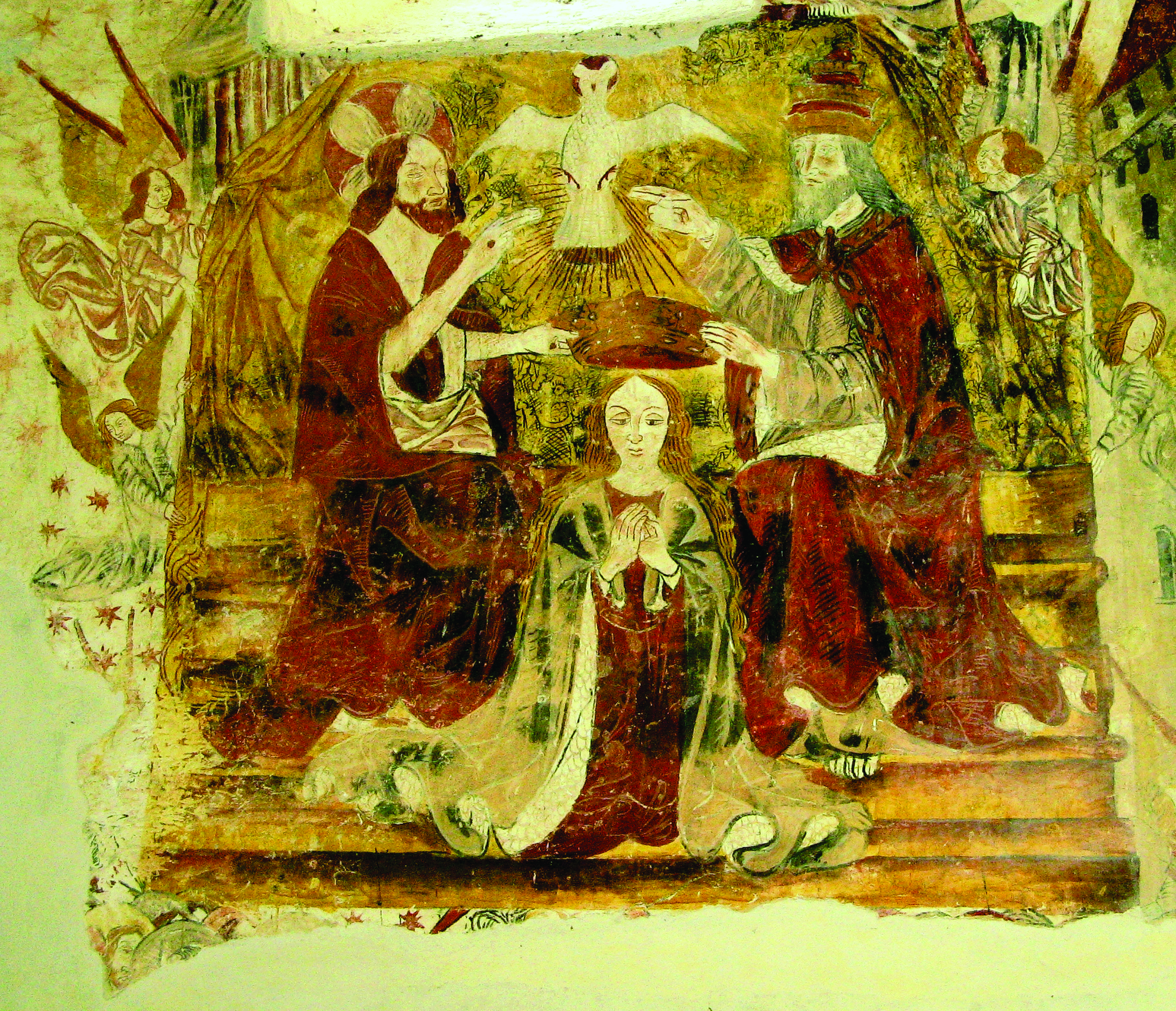
fresco in de kerk van Martignac